# Système ordonné de couleurs
Un système ordonné de couleurs organise les couleurs que distingue la vision humaine.
On distingue deux types de système. Les systèmes psychologiques établissent, par des comparaisons visuelles d'échantillons colorés, des nuanciers comportant un classement systématique des couleurs. Les systèmes colorimétriques établissent, par des expériences psychophysiques, des correspondances entre les mesures physiques effectuées sur le rayonnement lumineux et une caractérisation numérique des couleurs.
Les systèmes de synthèse additive ou soustractive des couleurs font correspondre les couleurs de leur gamut à des descriptions basées sur les termes de l'une ou l'autre de ces approches, redéfinis pour correspondre à leurs contraintes techniques.

## Vocabulaire
Les ouvrages scientifiques définissent soigneusement les termes qu'ils emploient. La différence de méthode entre l'approche psychologique et l'approche colorimétrique de la théorie des couleurs fait que les termes de description des couleurs qui visent à peu près la même caractéristique d'une couleur ne peuvent avoir la même définition. Des congrès et commissions ont décidé, dans le but de clarifier les discussions, d'utiliser des termes différents.
| Psychologie                           | Colorimétrie                           |
| ------------------------------------- | -------------------------------------- |
| Teinte, tonalité ((en) hue)           | Longueur d'onde dominante              |
| Saturation                            | Puretés colorimétrique et d'excitation |
| Luminance, phanie, leucie, luminosité | Luminance pour les lumières            |
| Luminance, phanie, leucie, luminosité | Facteur de luminance pour les surfaces |

Les termes de l'usage courant et du jargon des arts graphiques recoupent souvent plusieurs classifications des approches scientifiques, avec beaucoup moins de précision et plus de souplesse d'usage. Dans les arts graphiques, ton et teinte peuvent désigner, selon l'adjectif qui les précise, n'importe quel des trois caractères de couleur, sur la surface peinte.
Le caractère de teinte ou longueur d'onde dominante se désigne d'ordinaire par le nom d'un champ chromatique, pourvu que la couleur soit assez vive : rouge, orange, jaune, vert, bleu ; La luminosité s'exprime par une quantité de termes opposés : clair ou lumineux et parfois brillant s'opposent à sombre.
Les disciplines scientifiques ont séparé en caractères distincts des qualités des couleurs regroupées dans les termes de la vie courante.
| Luminosité | Pureté élevée    | Pureté faible    |
| ---------- | ---------------- | ---------------- |
| forte      | couleur vive     | couleur pâle     |
| moyenne    | couleur intense  | couleur grisâtre |
| faible     | couleur profonde | couleur sombre   |

L'évaluation trichrome des couleurs est spécifique à l'approche colorimétrique. Elle se base sur la production, à l'aide de trois couleurs primaires, de définition spectrale variable, conventionnellement appelées rouge, vert et bleu, d'un rayonnement lumineux métamère, c'est-à-dire perçu exactement comme celui de la couleur qu'on cherche à définir.

## Espace des couleurs
Quel que soit l'approche, les 30 000 à 500 000 couleurs que l'être humain peut distinguer s'organisent selon trois critères, ce qui porte à assimiler les systèmes qui organisent ces critères sous forme numérique à un espace de couleur en volume. Dans ces espaces, les coordonnées peuvent être cartésiennes ou polaires, avec une origine arbitraire, telle que toutes les valeurs soient positives, ou au point de représentation d'un stimulus achromatique par rapport à l'illuminant.
Les nuanciers ne présentent pas nécessairement des règles de cotation numérique des couleurs ; mais on peut néanmoins les situer les uns par rapport aux autres dans un volume imaginaire.
Dans la pratique ordinaire, l'expression espace de couleurs peut aussi désigner la partie qu'un procédé de synthèse des couleurs peut atteindre dans l'espace général des couleurs visibles, tel que représenté par un système quelconque (synonyme de gamut).

## Systèmes psychologiques
Les systèmes basés sur une évaluation visuelle de l'identité des couleurs sont appelés systèmes ordonnés de couleurs. Beaucoup de ces systèmes reprennent, en les systématisant, les notions élaborées par les artistes, notamment les triangles de couleurs et les cercles chromatiques.
Goethe, s'opposant à la physique de Newton, crée une théorie des couleurs radicalement différent dans son Traité des couleurs ; quoi qu'il ne soit pas numérique et ne puisse être considéré comme scientifiquement valide à l'heure actuelle, il a inspiré d'autres philosophes, scientifiques et artistes, notamment Schopenhauer dans son traité Sur la vue et les couleurs.
Eugène Chevreul, à partir du cercle chromatique des artistes et de sa loi du contraste simultané des couleurs, a conçu un nuancier dans lequel les couleurs sont organisées dans une demi-sphère. Ses conceptions de l'harmonie des couleurs, pour laquelle il cherchait des lois, ont influencé des artistes comme Eugène Delacroix, Georges Seurat et Robert Delaunay.
Au milieu du XIXe siècle, la psychologie expérimentale commence, avec  Helmholtz et Fechner, à se séparer du platonisme implicite de la pensée de Newton, pour qui les couleurs sont des idées abstraites préexistant dans l'âme, capable de les reconnaître « à travers la fenêtre des sens ». Pour Helmholtz, Fechner et les courants qu'ils inaugurent, les concepts et les perceptions sont indissociables, et il faut, pour les comprendre, instituer des procédures pour la mesure des perceptions.
Ewald Hering conçoit un espace des couleurs à trois dimensions, dont le premier axe, de clarté, oppose le noir et le blanc, tandis que les deux autres opposent respectivement le bleu et le jaune et le rouge et le vert. Des investigations sur le système visuel au-delà de la conversion des rayonnements lumineux en influx nerveux dans les cônes de la rétine confirmeront ces résultats au siècle suivant.
Wilhelm Ostwald organise les couleurs dans un volume en forme de double cône opposés par la base. L'axe vertical indique la luminosité. Chacune des tranches horizontales est un cercle chromatique de même luminosité, où la position de la couleur est définie en coordonnées polaires, la direction représentant la teinte, et la distance à l'axe central l'intensité de coloration.

### Types
En dehors des collections de couleur spécialisées comme le catalogue Oberthur destiné à classer les couleurs des chrysanthèmes, on distingue exactement trois catégories :
1. Ceux qui constituent les couleurs à partir de mélanges additifs de lumière, soit au moyen d'un disque tournant, soit par un dispositif de projection de couleurs, comme le système d'Ostwald.
2. Ceux qui constituent des couleurs par mélange de substance colorantes en proportions variables comme le cube de Hickethier ou le nuancier Pantone.
3. Les « systèmes d'apparences des couleurs » dans lesquels les échelles de couleurs sont conçues pour que l'écart de couleur entre deux échantillons voisins soit uniforme, comme le nuancier de Munsell.

### Nuancier de Munsell
En 1909 Albert Henry Munsell établit un nuancier systématique, avec des gradations numériques. Révisé en 1943, après de nouvelles expérimentations, son atlas des couleurs dispose ses échantillons sur le même volume que ces prédécesseurs. Il permet le repérage de couleurs de surfaces par comparaison, et leur codage. La teinte . Exemple :s'indique, plus facilement que par un angle sur le cercle chromatique, par une abréviation de cinq noms de couleurs de base : B (blue), bleu ; G (green), vert ; Y (yellow), jaune ; R (red), rouge ; P (purple), pourpre, séparés par des échelons correspondant à un écart de teinte similaire. L'atlas des couleurs contient des échantillons réalisés en couleurs mates et en couleurs brillantes, pour tenir compte des différences de jugement dans ces deux cas. Ce nuancier a beaucoup d'applications pratiques.

### Système NCS
Le système Natural Color System dérive de la théorie de Hering, appliquée et développée par une série de chercheurs Suédois, notamment l'ingénieur Anders Hård (sv) et le psychologue Lars Sivik. C'est un nuancier basé sur l'aptitude des observateurs à évaluer une couleur en référence au blanc et au noir et aux quatre couleurs élémentaires, le rouge, le vert, le jaune et le bleu. Les couleurs se répartissent dans le double cône de Ostwald. Chaque nuance reçoit une cote qui indique sa proximité avec une couleur élémentaire (par exemple B20G indique un bleu à 80 % avec 20 % de vert), ce qui indique dans quelle coupe verticale du cône elle se situe. Dans ce triangle, la proximité avec le noir et l'éloignement de l'axe des définissent la couleur par un code numérique (par exemple 2050B20G désigne un bleu turquoise.

## Systèmes colorimétriques
Les systèmes colorimétriques se basent sur les expériences de Newton, inaugurant des travaux sur la lumière, comme phénomène physique. Un siècle après Newton, Young et Helmoltz utilisent les bases de la synthèse additive des couleurs pour relier les caractères physiques des rayonnements lumineux aux perceptions colorées.
On postule, par les lois de Grassmann, que les sensations colorées obéissent à des lois linéaires. Maxwell montre que les descriptions des couleurs par le triplet (longueur d'onde dominante, pureté, luminosité) sont équivalentes aux descriptions par les valeurs algébriques de trois lumières quelconques, pourvu qu'elles soient primaires entre elles (c'est-à-dire qu'aucun mélange de deux d'entre elles n'est métamère de la troisième, c'est-à-dire perçu identiquement. Comme, dans le laboratoire, on ne sait qu'ajouter des flux lumineux, on recherche les couleurs primaires qui donnent le moins de valeurs négatives possibles, et ces couleurs sont un rouge, un vert, et un bleu, définis par la facilité de les reproduire exactement.
À partir de ces calculs, et des principes de la psychophysique, on va présenter à des sujets des couleurs, en leur demandant d'en trouver des équivalents, et, à partir de ces expériences, établir, au début du XXe siècle, des courbes de sensibilité, faisant correspondre la puissance radiométrique du rayonnement lumineux et le coefficient qu'il faut lui faire correspondre pour obtenir une luminosité qui corresponde à la perception, et le coefficient qu'il faut donner à une primaire pour pouvoir trouver une couleur métamère par synthèse additive.
Ces méthodes donnent pour une partie des couleurs des coefficients négatifs pour une ou deux primaires d'expérimentation. On transforme donc, pour plus de commodité, coefficients, de telle façon que toutes les couleurs se retrouvent dans un diagramme de chromaticité dont les coordonnées sont bornées par 0 et 1.
En 1931, la Commission internationale de l'éclairage adopte les tableaux de valeurs qui définissent un observateur de référence, permettant l'établissement d'une correspondance entre les mesures physiques et un espace représentant les couleurs.

### Colorimétrie de base
La colorimétrie de base se fonde sur deux postulats :
- la linéarité des relations entre stimulus visuel et perception (lois de Grassmann, loi d'Abney) ;
- l'indépendance des perceptions de la luminosité et de la chromaticité.

La CIE définit en 1931 le système CIE RGB, puis un système plus abstrait, CIE XYZ. Celui-ci possède deux caractéristiques :
- la variable Y a été choisie pour représenter l'intensité subjective ressentie par l'observateur moyen, moyenne de nombreux observateurs physiques ayant une vue correcte ;
- X et Z ont été choisis pour donner des valeurs toujours positives.

Ces trois variables représentent des intensités lumineuses. La division par leur somme fait apparaître des nombres purs x, y, z dont la somme est égale à 1. Ceci conduit au système 
CIE xyY dans lequel Y est la luminance, intensité non dépendante de la couleur, tandis que x et y définissent le plan de chromaticité perpendiculaire au plan Y et représentant toutes les couleurs par leur teinte et leur saturation indépendamment de leur intensité.
Dans ce plan x y, les couleurs pures se trouvent sur une courbe en forme de fer à cheval, tous les mélanges de couleurs se trouvant à l'intérieur de cette courbe fermée par un segment qui représente les pourpres.

### Colorimétrie des écarts de couleur
Le système CIE xyY fournit une description cohérente de l'ensemble des couleurs visibles. Il souffre néanmoins d'une imperfection : les distances calculées entre points du diagramme de chromaticité ne correspondent pas aux écarts subjectifs entre couleur. On peut évaluer ces écarts en mesurant le seuil de différenciation visuelle de deux points du diagramme. La cause de cette imperfection se trouve dans les postulats de la colorimétrie de base. Les relations entre grandeurs physiques et perception ne sont pas linéaires.
Cependant, une des applications majeures de la colorimétrie est l'estimation de la conformité d'une couleur à une spécification. Pour pouvoir donner une tolérance, il faut que l'écart des couleurs soit régulier. On doit donc constituer systèmes non linéaires.
La CIE a d'abord défini la luminosité L*, fonction non linéaire de la luminance L, qui correspond au fait que la sensation d'intensité varie moins vite que sa valeur physique. Cela a conduit au système L*u*v* recommandé pour les écrans de visualisation couleur et au système L*a*b* recommandé pour la caractérisation des surfaces colorées et l'industrie des colorants, devenu depuis une quasi-norme en photographie.

### Colorimétrie de la perception
La question des écarts étant abordée, sinon résolue, restent des points de discordance entre les mesures physiques et la perception des couleurs, un phénomène complexe qui inclut la dépendance de la perception de la couleur à l'intensité de l'éclairage, avec les différences entre domaines de vision photopique (diurne), mésopique et scotopique (nocturne, sans couleurs), et les effets Purkinje, Bezold-Brücke (de) et Abney qui relient la luminosité et la nuance perçue, et tous ceux liés à l'interaction des surfaces colorées, remarquée par Michel-Eugène Chevreul au XIXe siècle (loi du contraste simultané des couleurs).
La CIE a donc établi des Modèles d'apparence de couleur, prenant en compte certains de ces écarts au modèle précédent dus à l'influence du fond, aboutissant au modèle CIECAM97, puis au modèle CIECAM02, plus destiné aux applications de gestion de la couleur en imagerie.

## Systèmes liés à la synthèse additive
Les systèmes électroniques de production d'images colorées, en premier lieu la télévision, puis les écrans d'ordinateurs, sont issues des recherches en colorimétrie. Ils résultent de la nécessité de commander les éléments producteurs de couleur par synthèse additive trichrome.

### Télévision
La télévision en couleurs s'est établie comme un système de colorisation de l'image en noir et blanc existant auparavant. Le même signal électrique composite donne une image en noir et blanc ou en couleurs, suivant le décodage. Les systèmes tiennent compte de la moindre sensibilité de la vision aux différence de teinte qu'aux différence de luminosité.
Le signal triple (rouge, vert, bleu) des caméras et des écrans sera transformé pour la transmission en un signal de luminance auquel est superposé, aussi discrètement que possible, un signal de différence de couleur dont l'intensité est proportionnel à l'amplitude de cette différence, et dont la phase par rapport à une fréquence porteuse couleur indique la teinte. Ce signal composite de transmission a donc des paramètres homologues à ceux de la description psychologique des couleurs.
- le système YIQ pour la télévision américaine NTSC ;
- le système YUV pour la télévision européenne PAL
- le système YDbDr pour la télévision française SECAM.

### Couleurs informatiques
Les systèmes de description des couleurs obtenus par les terminaux informatiques se basent, soit directement sur les grandeurs à assigner aux éléments matériels qui effectuent la synthèse des couleurs, donnant des valeurs (rouge, vert, bleu) relatives à un jeu de couleurs primaires (sRGB et Adobe RGB), soit sur une adaptation simplifiée des systèmes psychologiques de classification des couleurs, avec trois ou quatre grandeurs dérivées des précédentes, mais qui ne sont pas toujours définies de la même façon, la teinte, la chroma ou plus fréquemment la saturation et la luminosité ou valeur. Ces trois notions définissent divers systèmes dont les plus répandus sont TSV et  TSL.
Dans tous les cas, l'ensemble des couleurs décrites dans les systèmes est moindre que l'ensemble des couleurs visibles. Les calculs sont grandement simplifiés, et la question du nombre des couleurs est résolue par un nombre de codes de couleurs largement supérieur aux capacités humaines de discrimination.

## Autres systèmes de représentation de la couleur
Un inventaire complet des systèmes de classement de la couleur aboutit à deux catégories supplémentaires : 
- Les systèmes trichromes, basés sur des couleurs primaires
  - réalisables expérimentalement
  - ou obtenues par calcul à partir de celles-ci ;
- les systèmes basés sur la distinction entre luminance et chrominance ;
- les systèmes perceptuels, basés sur les couleurs élémentaires de Hering ;
- les systèmes d'axes indépendants, qui résultent de méthodes statistiques fournissant les composantes les moins corrélées statistiquement dans une analyse trichrome d'images ;
- les systèmes hybrides, faisant appel à plusieurs de ces techniques.

Les deux derniers systèmes s'utilisent en segmentation d'image. On cherche alors à séparer un objet visuel du fond, comme dans les systèmes qui, dans un match de football, séparent les joueurs de chaque équipe du fond et reconnaissent un joueur en hors-jeu.

## Conversion entre systèmes
Les systèmes capables de représenter toutes les couleurs visibles à partir de mesures physiques peuvent se convertir par des opérations mathématiques équivalent à des changements d'axes (par des matrices) et des conversions d'échelle, linéaires ou non.
Les systèmes, comme ceux décrivant les couleurs d'un procédé de synthèse, basés sur des grandeurs physiques, mais qui ne couvrent pas l'ensemble des couleurs visibles, peuvent convertir, dans les mêmes conditions, toutes les couleurs d'un système à l'autre dans les limites de la partie commune à leurs deux gamuts. Les profils de couleur transmettent, entre les machines concernées, les paramètres des matrices et formules de conversion. Il faut, en plus, spécifier les règles de conversion. Si une dimension d'un espace de couleurs est plus petite que son homologue dans un autre, on peut soit mettre à l'échelle, soit abandonner la reproduction exacte de la partie de l'espace qui diffère.
Les systèmes basés sur des données initiales différentes, comme les systèmes psychologiques et les systèmes colorimétriques, ne peuvent être convertis qu'approximativement. C'est une entreprise délicate, et l'objectif de systèmes comme L*u*v* CIE 1976 pour les couleurs d'écran et L*a*b* CIE 1976 pour les couleurs de surface.